# Подаца
Подаца су насељено место у саставу општине Градац, Сплитско-далматинска жупанија, Република Хрватска.

## Историја
До територијалне реорганизације у Хрватској налазила су се у саставу старе општине Плоче.

## Становништво
На попису становништва 2011. године, Подаца су имала 729 становника.
| Број становника по пописима | Број становника по пописима | Број становника по пописима | Број становника по пописима | Број становника по пописима | Број становника по пописима | Број становника по пописима | Број становника по пописима | Број становника по пописима | Број становника по пописима | Број становника по пописима | Број становника по пописима | Број становника по пописима | Број становника по пописима | Број становника по пописима | Број становника по пописима |
| --------------------------- | --------------------------- | --------------------------- | --------------------------- | --------------------------- | --------------------------- | --------------------------- | --------------------------- | --------------------------- | --------------------------- | --------------------------- | --------------------------- | --------------------------- | --------------------------- | --------------------------- | --------------------------- |
| 1857                        | 1869                        | 1880                        | 1890                        | 1900                        | 1910                        | 1921                        | 1931                        | 1948                        | 1953                        | 1961                        | 1971                        | 1981                        | 1991                        | 2001                        | 2011                        |
| 345                         | 375                         | 372                         | 379                         | 409                         | 373                         | 364                         | 309                         | 213                         | 192                         | 158                         | 176                         | 184                         | 218                         | 716                         | 729                         |

Напомена: Садржи податке за бивше насеље Село у 1890. и 1900. које је тих година било одвојено исказивано.

### Попис1991.
На попису становништва 1991. године, насељено место Подаца је имало 218 становника, следећег националног састава:
| Попис 1991.‍ | Попис 1991.‍ | Попис 1991.‍ | Попис 1991.‍ | Попис 1991.‍ |
| ----------- | ----------- | ----------- | ----------- | ----------- |
|             |             |             |             |             |
| Хрвати      | Хрвати      |             | 196         | 89,90%      |
| Срби        | Срби        |             | 11          | 5,04%       |
| Муслимани   | Муслимани   |             | 7           | 3,21%       |
| Југословени | Југословени |             | 1           | 0,45%       |
| остали      | остали      |             | 2           | 0,91%       |
| непознато   | непознато   |             | 1           | 0,45%       |
| укупно: 218 |             |             |             |             |